# ليون جورجيت
ليون جورجيت (بالفرنسية: Léon Georget)‏ ولد بتاريخ 2 أكتوبر 1879 في فرنسا، وتوفي في 5 نوفمبر 1949، كان دراج فرنسي في صنف سباق الدراجات على الطريق وعلى المضمار.

## روابط خارجية
- ليون جورجيت على موقع أرشيف الدراجات (الإنجليزية)
- ليون جورجيت على موقع إحصائيات الدراجات الإحترافية (الإنجليزية)